# Butia paraguayensis
Butia paraguayensis är en enhjärtbladig växtart som först beskrevs av João Barbosa Rodrigues, och fick sitt nu gällande namn av Liberty Hyde Bailey. Butia paraguayensis ingår i släktet Butia och familjen Arecaceae. Inga underarter finns listade i Catalogue of Life.

## Bildgalleri

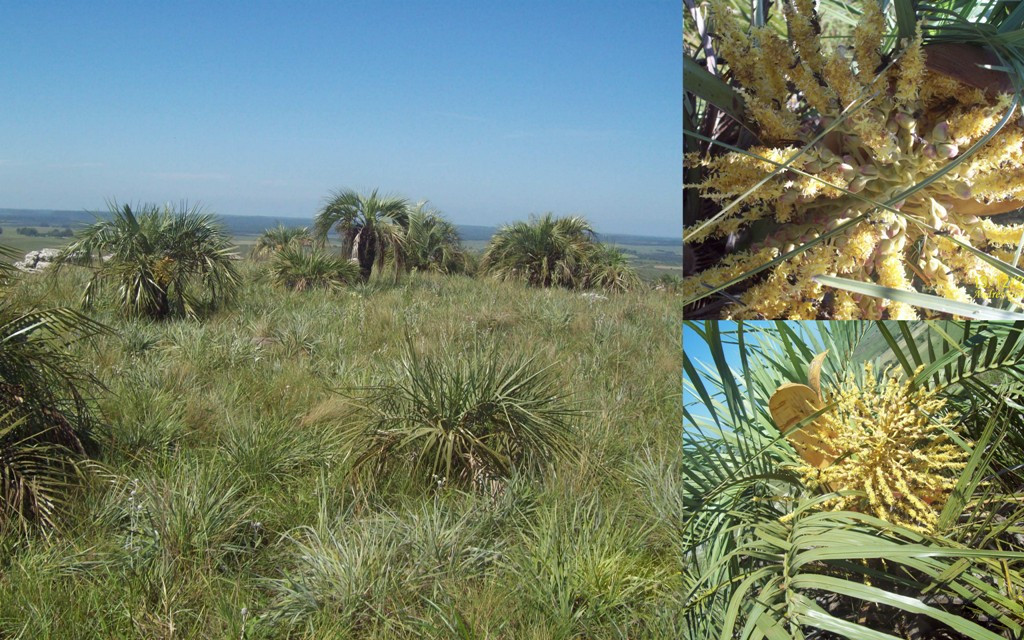
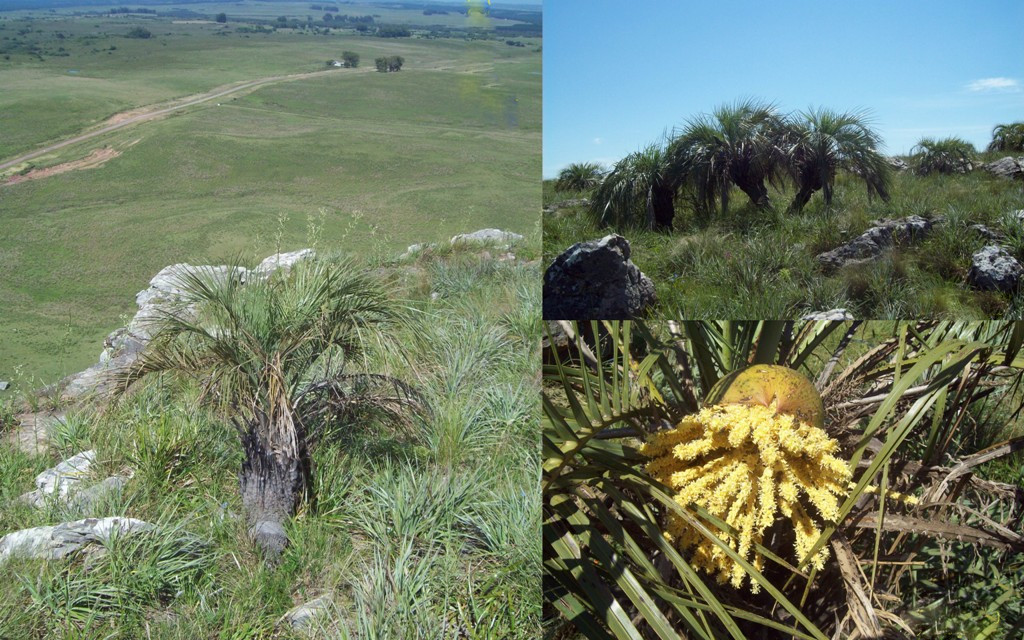
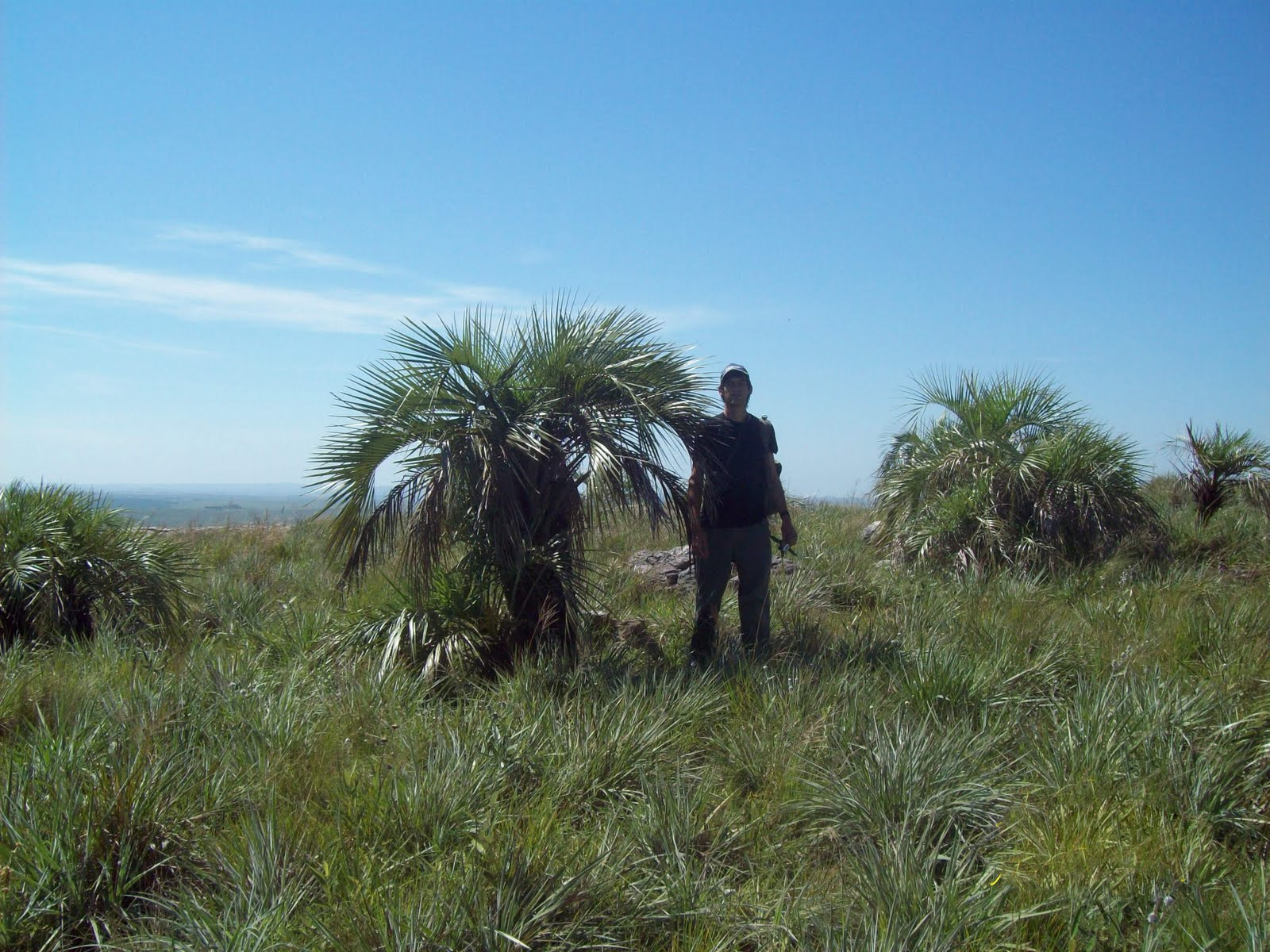
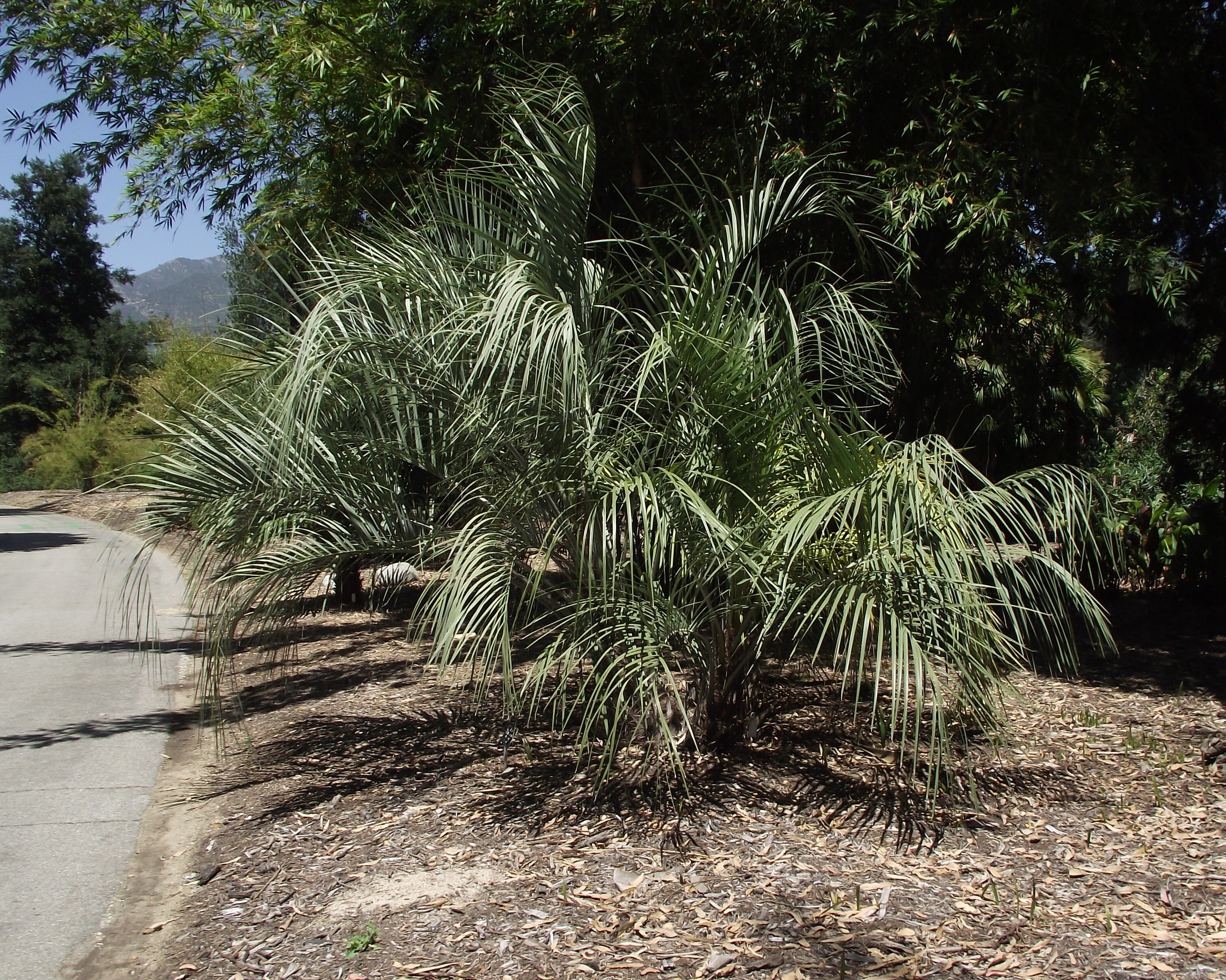